# Tex (bande dessinée)
Pour les articles homonymes, voir Tex.
Tex Willer est un personnage de bande dessinée italienne créé en 1948 par Giovanni Luigi Bonelli pour le scénario et Aurelio Galleppini pour le dessin. Il est le héros de fumetti (périodiques italiens à format proche de l'A5 souvent en noir et blanc) qui se vend le mieux en 2009 (250 000 exemplaires chaque mois en kiosques dans son pays d'origine). Ça reste la bande dessinée la plus vendue en Italie, tout juste devant Dylan Dog.
Le premier tome, Le Mystérieux totem (Il totem misterioso) parait le 30 septembre 1948.

## Synopsis
Les histoires se déroulent aux États-Unis à partir de et après la Guerre de Sécession : Tex Willer, dans les 40 ans, est un Ranger du Texas, héros sans peur et sans reproche, dans la lignée des grands rôles qu'incarnait John Wayne au cinéma. Très courageux, d'une force spectaculaire, tireur émérite et rapide, il est l'archétype du cow-boy bagarreur, dur, honnête et droit mais capable de commettre de nombreuses entorses à la Loi qu'il défend afin de voler au secours de la veuve et de l'orphelin et d'arrêter ou de tuer le hors-la-loi.
Nommé responsable des Affaires Indiennes, il est souvent amené à défendre les droits des Indiens d'Amérique et surtout de la tribu des Navajos dont il a été nommé chef de guerre (son nom indien est Aigle de la Nuit Aquila della Notte) après avoir épousé Lilith, la fille d'un grand chef indien qui est décédée au cours d'un des premiers albums.
Tex Willer est presque toujours habillé de la même façon : une chemise de couleur jaune, foulard noir au cou, jeans, chapeau Stetson, bottes de cow-boy avec éperons et, bien sûr, le ceinturon avec les holsters. On le voit dans les épisodes où il est chef de sa tribu habillé d'une veste et d'un pantalon à franges avec des mocassins et un bandeau à symboles indiens.
Dans la plupart des histoires, il est secondé par Kit Carson, célèbre scout de l'armée américaine. Celui-ci, dans les 60 ans, de la même trempe que lui, dur et courageux, est un personnage plus humain, plus râleur, sensible aux femmes et aux steaks-frites, qui manie plus facilement l'humour.
Au service de la loi, agent fédéral, Tex a plein pouvoirs pour arrêter et tuer les bandits, qu'ils soient simples cow-boys, tueurs et voleurs ou hommes d'affaires véreux et corrompus.

## Les personnages

### Les partenaires
- Tex Willer
- Kit Carson

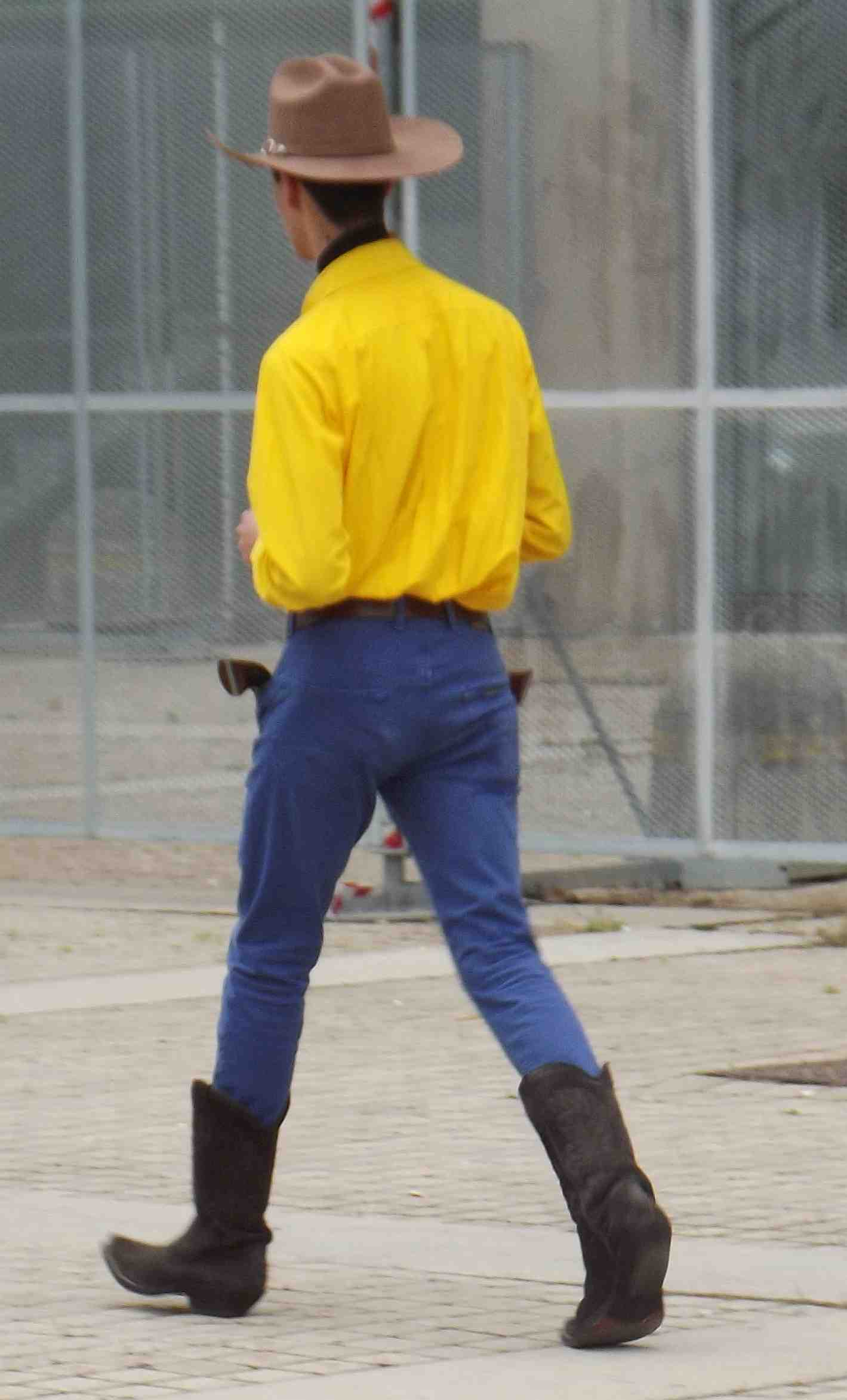
Un cosplay de Tex Willer à la vingtième édition de Torino Comics

- Kit Willer : fils de Tex et de Lilith, décédée, filleul de Kit Carson. Son surnom indien est Petit Faucon (Piccolo Falco). Il accompagne son père dans quelques aventures. Il vit la plupart du temps au village Navajo de son père. Métis — sang-mêlé comme disent les indiens ou demi-sang comme disent les racistes de l'époque — il est l'élément le plus impulsif du quatuor (Tex, les deux Kit et Tiger Jack, l'indien). Il est souvent à l'origine de situations dangereuses qui conduisent son père à le sauver.
- Tiger Jack : indien Navajo, il est le frère de sang de Tex dont il a sauvé la vie à plusieurs reprises. Il apparaît souvent dans les mêmes histoires que Kit Willer ou, rarement, en duo avec Tex. Calme et fort, il est l'archétype du fidèle et noble indien, fier et courageux. Il apparait pour la première fois dans l'aventure La bande des Daltons (Rodéo N° 277).

### Les Amis
- El Morisco : érudit mexicain apparaissant de manière très régulière dans les histoires. Il habite le village de Pilarès au Mexique. Spécialiste de l'Égypte ancienne et des sciences en général, il est souvent consulté par Tex devant des évènements surnaturels qui viennent émailler le parcours de Tex. Il s'essaie aux sciences occultes mais de façon à les comprendre avec une approche scientifique. Il est accompagné par son fidèle serviteur Eusebio, plutôt pleutre et coutumier d'humour noir et défaitiste.
- Pat Mac Ryan : un géant, ancien boxeur, irlandais et bagarreur, toujours de bonne humeur.
- Gros-Jean : ancien membre d'une bande de hors-la-loi, il change peu à peu et devient un ami fidèle de Tex. Il est franco-canadien.
- Jim Brandon : courageux soldat canadien membre de la célèbre police montée.
- Tom Devlin : chef de la police de San Francisco.
- Lefty Potrero : ancien lutteur, propriétaire du gymnase Hercules Gymnasium de San Francisco.
- Cochise : chef de la tribu des chiricahuas et grand chef de toutes les tribus Apaches.
- General Phil Davis : général de l'armée américaine, il est un des rares officiers que Tex tient en estime.
- Mac Parland : membre de l'agence Pinkerton.

### Les ennemis
- Mephisto : l'ennemi juré de Tex, d'abord colporteur et arnaqueur à la petite semaine, il deviendra un magicien noir très puissant, capable d'aller — et d'en revenir — dans le monde des esprits. Il se retrouvera plusieurs fois sur le chemin de Tex qui finira par le tuer.
- Yama : fils de Mephisto qui essaiera de venger également son père en essayant de tuer Tex.

### Les Navajos
La première rencontre entre Tex et les Navajos a failli mal tourner puisqu'il a été sauvé du poteau de torture par Lilith, la fille du chef Fléche Rouge qui décide de l'épouser et en fait ainsi un membre de la tribu (Rodéo N°275). Les Navajos (dont il deviendra le chef), lui donnent comme surnom Aigle de la nuit (Rodéo N°275).
On retrouve parfois des petites rébellions de jeunes guerriers fatigués de la paix imposée par l'homme blanc et qui décident de s'affranchir de l'autorité de la tribu. Tex essaie toujours de les ramener à la raison, parfois avec succès, parfois les pieds devant.
La plus grande rébellion à laquelle il doit faire face est lorsque le fils illégitime de Flèche Rouge (Freccia Rossa), Sagua, chef des Navajos des Terres Hautes, réclame le pouvoir. C'est à la mort de sa mère que Sagua s'assagit et se soumet à Tex qui lui offre de diviser les deux nations Navajos et d'en commander chacun une.
Il impose souvent le respect aux autres tribus en arborant sa ceinture de wampum (qu'il porte en bandeau) et est amené à souvent siéger à des palabres entre les grands chefs indiens de toutes les tribus.
En général, c'est grâce à lui que les Navajos sont souvent mieux traités que les autres tribus car elles héritent souvent d'un chargé des Affaires Indiennes cupide, malhonnête et raciste. Plusieurs épisodes montrent Tex les « convaincre », souvent par la manière forte et publiquement, que les « peaux rouges » méritent un meilleur sort.
Il est à noter que les auteurs anticipent fortement en s'opposant à la vision primaire de l'époque où les Amérindiens n'étaient présentés au cinéma et dans les bandes dessinées que comme des sauvages, sanguinaires et (souvent) ivrognes (avide de « l'eau de feu ». Dans les histoires de Tex, les « Indiens » sont présentés de façon réaliste, sans caricature ni excès, au gré des aventures, les uns sont pacifiques, nobles, fiers et courageux, victimes de la cupidité et de la haine des blancs, les autres sont rebelles et belliqueux, parfois alcoolisés ou pratiquant des razzias parmi les blancs.

## Les personnages historiques
Tex rencontre parfois au cours de ses pérégrinations des personnages ayant réellement existé. On citera Cochise, Geronimo, Mangas Coloradas, Victorio et Nana, les grands chefs apaches, les Sioux Crazy Horse et Sitting Bull, le général Custer, Abraham Lincoln, Ulysses Grant, Buffalo Bill, Roy Bean, Butch Cassidy et la bande des célèbres Dalton .
La route de Tex, lors de ses aventures, croise également celle d'Apache Kid et d'Al Sieber (Rodéo N° 307 à 310, Le Rebelle).

## Les histoires et les thèmes
Depuis la retraite du scénariste principal, Giovanni Luigi Bonelli, les scénarios (et les dessins) sont confiés à des scénaristes différents. Les histoires sont souvent très différentes et peuvent aborder des sujets très divers.
Les thèmes les plus récurrents sont néanmoins des grands classiques du Western : arrestation de voleurs de chevaux, de bandes organisées, de politiciens véreux, de shérifs gangsters, d'indiens assassins, etc. Chaque histoire se termine souvent par un duel et est émaillée par différents passages à tabac des différents hors-la-loi. On assiste également à certaines histoires replaçant nos héros dans le contexte historique : Guerre de Sécession, Ku Klux Klan, Pinkerton, guerres indiennes, conquête de l'Ouest, ruée vers l'or, trafiquants d'armes, alcoolisme indien, construction du chemin de fer, du télégraphe…
On retrouve également des rencontres plus originales : surnaturelles, extraterrestres, avec des dinosaures ou des peuplades oubliées. Les évènements surnaturels sont divers mais confrontent souvent Tex à des magiciens indiens (sorciers ou (belles/vieilles) sorcières) ou blancs (Mephisto).

## Les lieux
Généralement, les histoires se situent en Amérique du nord, du Mexique à l'Alaska, nos personnages parcourant inlassablement les États-Unis. Certaines exceptions se situent dans d'autres endroits tels que : un atoll perdu en plein Océan Pacifique, en Colombie, à Cuba (Les Rebelles de Cuba), en Bolivie, en Argentine (Patagonie), mais ces exceptions restent rarissimes.

## Le langage
Les textes sont enrichis de nombreuses expressions qui sont devenues cultes en Italie. À l'instar de certaines insultes du Capitaine Haddock de Hergé ou de Iznogoud de Goscinny, plusieurs expressions sont rentrées dans le langage commun : tizzone d'inferno (tison d'enfer), vecchio satanasso (vieux diable), bistecca coperta di una montagna di patatine e con un fiume di birra (un steak couvert de frites avec un fleuve de bière).

## Les dessins
Tout au début, le personnage de Tex était graphiquement fort inspiré d'une autre série des mêmes auteurs Occhio Cupo, histoire de cape et d'épée. Dans les premiers numéros, l'aspect physique de Tex est donc très ressemblant à ce personnage : les jeans sont très serrés, la chemise est à frange et les bottes de style « mousquetaire ». Dès que Tex eut plus de succès que la série inspiratrice, les caractéristiques de Tex changèrent pour arriver à celles que l'on connaît aujourd'hui.
Le dessinateur de Tex a souvent révélé qu'il s'était inspiré de l'acteur américain Gary Cooper pour ensuite se prendre lui-même comme modèle.
Les différents dessinateurs ont, bien sûr, transformé Tex pour le faire ressembler à différents « durs » des westerns classiques. On distingue parfois des expressions ressemblant à celles de John Wayne ou Clint Eastwood. Le scénariste, Sergio Bonelli, avoue lui voir des ressemblances avec Charlton Heston.

## Le passé de Tex
Tex est né en 1838. Dans sa jeunesse, il n'est qu'un simple cow-boy exploitant le ranch familial situé près de Rock Springs, au Wyoming. Il y vit avec son père Ken et son frère Sam. Sa mère s'appelle Mae. C'est un vieux pistolero, Gunny Bill, qui lui apprend à manier les armes, à dégainer vite et à tirer juste.
Son père meurt durant une razzia organisée par des bandits mexicains et Tex décide alors de le venger. Contre l'avis de son frère qui veut respecter la loi, il part avec Gunny Bill — qui mourra lors de cette chasse à l'homme — et tue tous les membres de la bande. 
À son retour, il commencera une nouvelle vendetta en s'attaquant et en tuant le meurtrier de son frère Sam. Il est bien près de devenir hors-la-loi mais il est alors contacté par Jeff Weber, un agent fédéral, qui le convainc de se mettre au service de la Loi en devenant Ranger et en le présentant au West Department, au major Herbert Marshall et à Kit Carson.
Ce passé est relaté dans plusieurs flashbacks que l'on retrouve dans différents épisodes.

## Origine du nom
Le prénom s'est inspiré d'une boutique milanaise Tex Moda. Le nom de famille était initialement Tex Killer mais il a été changé peu avant l'impression du premier numéro pour éviter des problèmes avec les comités de censure de l'époque.

## Équipes artistiques

### Les dessinateurs
On retrouve, au dessin, outre Aurelio Galleppini, de grands dessinateurs italiens comme Guglielmo Letteri, Erio Nicolò, Giovanni Ticci (avec son frère Alfio), Fernando Fusco, Claudio Villa, Vincenzo Monti, Fabio Civitelli, Magnus (Satanik, Les 110 pilules), Mastantuono, Pasquale Frisenda, Lucio Filipucci, Roberto Diso, Raffaele Della Monica, Raffaele Marcello (Docteur Justice, Rintintin et Rusty), Bruno Brindisi, Aldo Capitanio, Giacomo Danubio, Alessandro Piccinelli, Paolo Eleuteri Serpieri, Maurizio Dotti, Laura Zuccheri (la première femme à s'attaquer au personnage ).
De talentueux dessinateurs étrangers se sont également intéressés au personnage comme le Néo-Zélandais Colin Wilson, (Blueberry), l'Américain Joe Kubert, les Espagnols Jordi Bernet (Torpedo), Víctor de la Fuente (Les Gringos, Histoire de France en bande dessinée), Manfred Sommer et José Ortiz, le Croate Goran Parlov, le Cubain Orestes Suarez, les Argentins Miguel Angel Repetto et Carlos Gomez.
Toutes les couvertures ont été réalisées jusqu'au numéro 400 (1994) par Aurelio Galleppini qui a été remplacé ensuite par Claudio Villa.

### Les scénaristes
On retrouve au scénario, outre Giovanni Luigi Bonelli, Sergio Bonelli (son fils qui signe sous le nom de Guido Nolitta), Claudio Nizzi et Mauro Boselli.

## Les séries héritières
Le succès immense en Italie de Tex Willer ayant permis à ses créateurs de créer leur propre maison d'édition (Sergio Bonelli Editore) et de bénéficier d'une grande visibilité, ceci a entraîné la création de séries de fumetti qui ont eu, elles aussi, un énorme succès qui continue encore aujourd'hui.
Même si elles n'ont jamais réellement concurrencé la série des Tex en nombre de tirages, elles ont leurs propres univers et surtout leur propre public. Ces séries constituent, aujourd'hui, une grosse majorité de la production annuelle de la bande dessinée italienne.
Elles sont éditées aux mêmes formats que Tex.
On citera :
- Zagor ;
- Dylan Dog ;
- Martin Mystère ;
- Nathan Never ;
- Mister No ;
- Jonathan Steele.

## Publication

### Les différentes éditions
On retrouve Tex en plusieurs formats.
D'abord le format principal, petits mensuels en carton souple au format A5 noir et blanc qui, regroupés en quelques unités à suivre, relatent une histoire complète (la plus longue histoire s'étalant sur 5 fumetti). On retrouve un mensuel en couleurs tous les cent numéros qui est une histoire unique (exception faite du numéro 575 de septembre 2008 qui était en couleurs pour fêter les 60 ans du personnage).
Ensuite on retrouve des rééditions comme « Maxi Tex » rééditant ceux qui ont marqué le plus au même format que les originaux mais regroupant tous les albums d'une même histoire, mais aussi des « Grands Tex », au format proche du A4, en noir et blanc, qui sortent épisodiquement, précédés d'une préface retraçant le contexte historique, la genèse de l'histoire, le choix des auteurs, etc.
Il y a également quelques publications parallèles telles que l'Almanach de L'Ouest (l' Almanacco del West) ou 4 rééditions officielles : Tex tre stelle, TuttoTex, Tex nuova ristampa et Tex Stella d'Oro.
Finalement, ont été éditées des compilations avec couverture de luxe en carton dur en très grand format, en couleurs ou en noir et blanc. Ces collectors deviennent rares et sont très prisés des collectionneurs.
En février 2007, les quotidiens La Repubblica et L'Espresso ont entamé la réédition des premiers Tex, pour la première fois en couleur, avec une nouvelle couverture dessinée pour l'occasion par Claudio Villa. Il était initialement prévu de rééditer les 50 premiers tomes mais le succès aidant, il est prévu d'aller jusqu'au 84. Mais à nouveau le succès aidant, les éditeurs ont décidé finalement de s'arrêter au n° 200.

### En France
Tex a connu de nombreuses publications juste après guerre, mais ce sont les éditions Lug qui l'ont publié le plus longtemps. D'abord dans le récit complet sobrement intitulé Tex, puis dans le petit format « Rodéo » jusqu'en décembre 2003 où le retrait de la licence à l'éditeur français a mis fin à ces parutions.
De 2000 à 2003, Semic sort cinq albums grand format du personnage reprenant les « Albo speciale » italiens.
Erko pour sa part publie le Albo speciale N.15 (Il cavaliere solitario) sous le titre « Quatre tueurs » dessiné par Joe Kubert, en le colorisant et en le scindant en 4 albums dont les parutions s'échelonnent de 2002 à 2004.
Le 22 décembre 2008, après cinq ans d'absence, Tex a fait son retour en France avec la publication de l'album Le Train blindé dans un format Bonnelien par l'éditeur Clair de Lune. Paraissent ensuite plusieurs histoires, dans différents formats, entre autres : Le Prophète Hualpai, Le Chasseur des fossiles, L'Or du sud, Oklahoma, Le Signe du serpent, Le Soldat comanche, La Loi du Starker, etc., parues dans le désordre au début, puis dans le bon ordre par la suite.
Après plus d'un quarantaine d'albums publiés, des tentatives avec plusieurs formats et plusieurs autres titres du même éditeur (Dragonero, Dylan Dog, L'Histoire de l'ouest), l'éditeur Clair de Lune abandonne fin 2014 et cesse la publication de fumettis, allant jusqu'à fermer son blog dédié.
Malgré cela, Tex prospère en Italie, malgré la disparition, le 26 septembre 2011, de Sergio Bonelli. Les histoires de Tex sont publiées depuis plus de 70 ans et sa renommée est internationale.
En 2017, Paolo Eleuteri Serpieri publie l'album Tex le héros et la légende (Éditions Mosquito)
En 2019 les Éditions Fordis (collection Collorado), publie le premier volume du nouvelle série mettant en scène Tex Willer, La jeunesse de Tex, d'autres albums suivront
2019 : La vengeance (Scénario Mauro Boselli - Dessins Stefano Andreucci - Couleurs Matteo Vatteni)
2019 : Justice à Corpus Christi (Scénario Mauro Boselli - Dessins Corrado Mastantuono - Couleurs Matteo Vatteni)
2020 : Le magnifique hors-la-loi (Scénario Mauro Boselli - Dessins Stefano Andreucci - Noir et Blanc)
2021 : Un homme tranquille (Scénario Roberto Recchioni - Dessins Stefano Andreucci - Noir et Blanc)
2022 : Nueges Valley (Scénario Mauro Boselli - Dessins Pasquale Del Vecchio - Noir et Blanc)
En 2019, Les Editions Black & White ont également commencé à éditer des aventures de Tex dans un format de luxe.
2019 : La marque du Klan (Scenario: Mauro Boselli - Dessins : Corrado Mastantuono - Noir et Blanc)
2020 : Doc ! (Scenario: Mauro Boselli - Dessins : Laura Zuccheri - Noir et Blanc)
2021 : Captain Jack (Scenario: Tito Faraci - Dessins : Enrique Breccia - Noir et Blanc)
2022 : Au nom du Père (Scenario: Mauro Boselli - Dessins : Corrado Mastantuono - Noir et Blanc)
2022 : Wolfman (Scenario : Pasquale Ruju - Dessins : Font - Noir et Blanc)
2023 : l'Odyssée du Belle Star (Scenario : Claudo Nizzi - Dessins : Corrado Mastantuono - Noir et Blanc)
2023 : La bataille de Little BigHorn (Scenario : Claudio Nizzi - Dessins : Alfio Ticci - Noir et Blanc)
2023 : La Reine des Vampires (Scenario : Gianfranco Manfredi - Dessins : Alessandro Bocci- Noir et Blanc )
2024 : La vengeance des Ombres (Scenario : Mauro Boselli - Dessins : Massimo Carnevale- Noir et Blanc)
2024 : Old South (Scenario : Pasquale Ruju - Dessins : Gianpiero Casertano - Noir et Blanc)
2024 : Mefisto (Scenario : Nizzi - Dessins : Villa - Noir et Blanc)
2024 : La vallée de l'Ombre (Scénario : Boselli - Dessins : Civitelli, Mastantuono, Dotti, Rubini, Andreucci, Bocci, Villa - Noir et blanc)
2024 : Le retour de Wolfman (Scénario : Ruju - Dessins : Del Vecchio - Noir et Blanc)

## Prix
- 2010 : Prix Micheluzzi de la meilleure série de bande dessinée réaliste
- 2014 : Prix Micheluzzi du meilleur dessinateur à Andrea Venturi pour le Speciale Tex n°28
- 2015 : Prix Micheluzzi de la meilleure série au traitement réaliste

## Adaptation et produits dérivés
Tex Willer a connu une adaptation au cinéma en 1985 : Tex e il signore degli abissi, sortie en France sous le titre Tex et le Seigneur des abysses, réalisée par Duccio Tessari avec Giuliano Gemma dans le rôle de Tex et William Berger dans celui de Kit Carson. Le succès ne fut pas véritablement au rendez-vous et certains critiques sont extrêmement sévères à son endroit, mais les fans de la série recherchent la cassette VHS avec frénésie en attendant une hypothétique sortie en DVD.
Des séries radiophoniques ont été diffusées sur des chaînes de radio italiennes et des jeux vidéo ont été développés.